# Lethrinops macrophthalmus
Lethrinops macrophthalmus är en fiskart som först beskrevs av Boulenger, 1908.  Lethrinops macrophthalmus ingår i släktet Lethrinops och familjen Cichlidae. IUCN kategoriserar arten globalt som sårbar. Inga underarter finns listade i Catalogue of Life.